# Tuxedo cruralis
Tuxedo cruralis är en insektsart som först beskrevs av Van Duzee 1917.  Tuxedo cruralis ingår i släktet Tuxedo och familjen ängsskinnbaggar. Inga underarter finns listade i Catalogue of Life.